# Station Hamburg Landungsbrücken
Station Hamburg Landungsbrücken (Bahnhof Hamburg Landungsbrücken, kort Landungsbrücken) is een spoorwegstation in het stadsdeel St. Pauli van de Duitse plaats Hamburg, in de gelijknamige stadstaat. Het station bestaat uit twee delen, de S-Bahn en de metro (U-Bahn). De S-Bahn heeft een ondergronds station en de metro een bovengronds.

## Metrostation

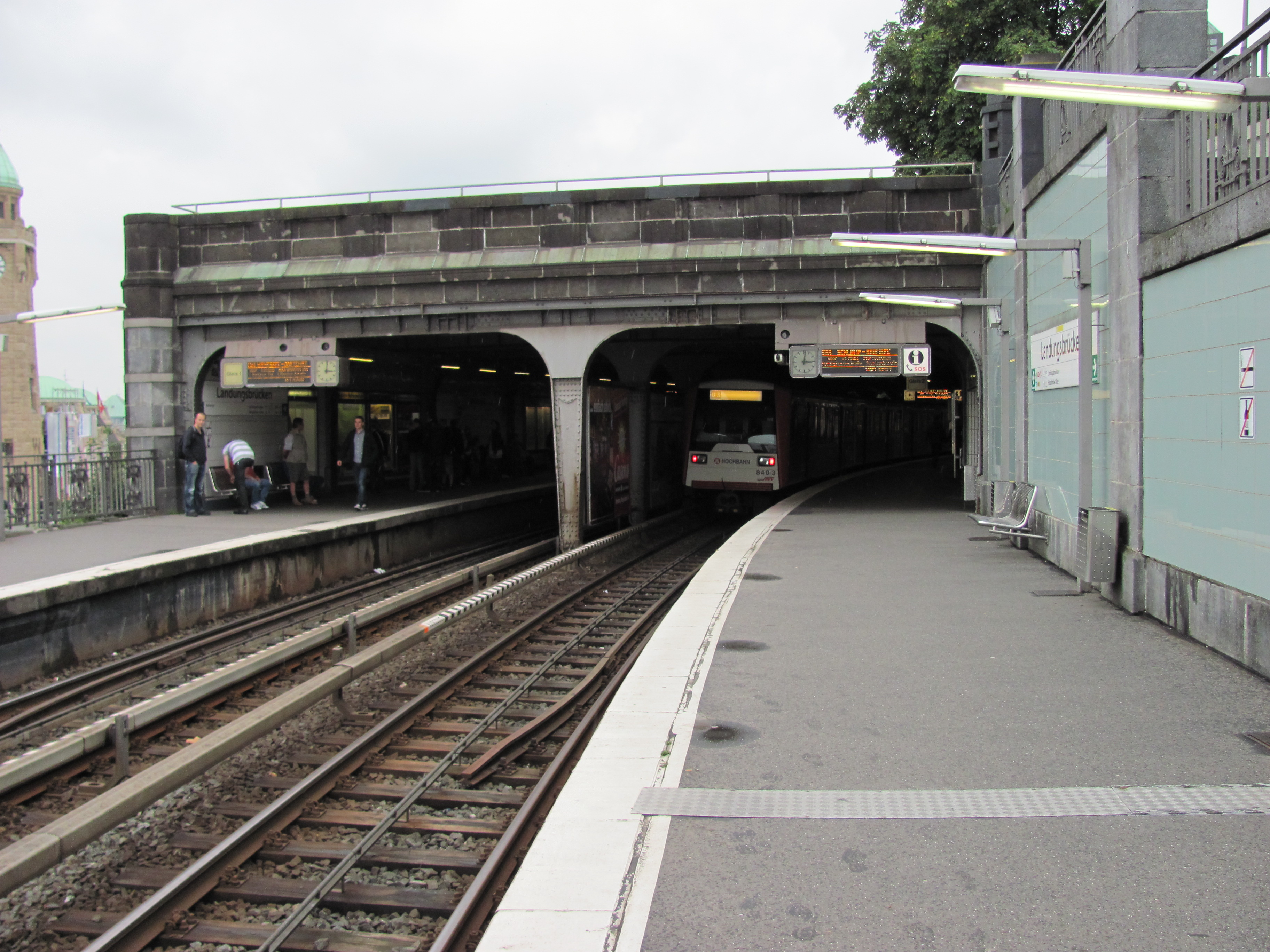
Metrostation Landungsbrücken met de overkapping (2011)

In 1906 werd met de bouw van de eerste lijn van de metro van Hamburg (U-Bahn), toen Hochbahn genoemd, begonnen, met een ring om en door de binnenstad. Ook in de nabijheid van de St. Pauli-Landungsbrücken aan de helling van de Stintfangs werd een station met twee zijperrons gebouwd, naar het ontwerp van de architecten Johann Emil Schaudt en Walter Puritz. Het station, dat tegenwoordig Landungsbrücken heet, werd halfopen gebouwd: het westelijke deel is overdekt met een betonplaat en het oostelijke deel is niet overdekt. Het station Hafentor werd op 29 juni 1912 geopend, tegelijkertijd met de stations Millerntor (tegenwoordig St. Pauli) en Rathaus als laatste trajectdeel van de Hochbahnring. De door Johann Emil Schaudt ontworpen Hochbahnhalte met de markante entree werd in de Tweede Wereldoorlog beschadigd en in 1959 gesloopt. Tegelijkertijd werd een nieuwe inkom gebouwd en de halte gemoderniseerd. De nieuwe ingang met koperen dak (ontwerp van Hans L.M. Loop en Fritz Trautwein) werd met een brede voetgangersbrug verbonden met de aanlegsteigers van de scheepvaart aan de Elbe. De reden voor de brug was dat in de jaren '60 bij het wisselen van ploegendiensten veel voetgangers uit de haven kwamen richting metrostation. In 1971 werd het station vernieuwd, omdat onder de Stintfang het station van de S-Bahn werd gebouwd. Hierdoor biedt de westelijke ingang van het metrostation ook toegang tot de S-Bahn.
De oostelijke ingang van het metrostation stamt uit het jaar 1923, maar bleef tot 1924 gesloten door een tekort aan personeel bij de Hochbahn. Het ontwerp van de bakstenen ingang komt van Walter Puritz, die meerdere metrostations van Hamburg heeft ontworpen.
De volgende metrolijn doen station Landungsbrücken aan:
| Lijn | Route |
| ---- | --- |
|      | Barmbek – Kellinghusenstraße – Schlump – Sternschanze – Landungsbrücken – Rathaus – Hauptbahnhof Süd – Berliner Tor – Lübecker Straße – Barmbek – Wandsbek-Gartenstadt |

## S-Bahn

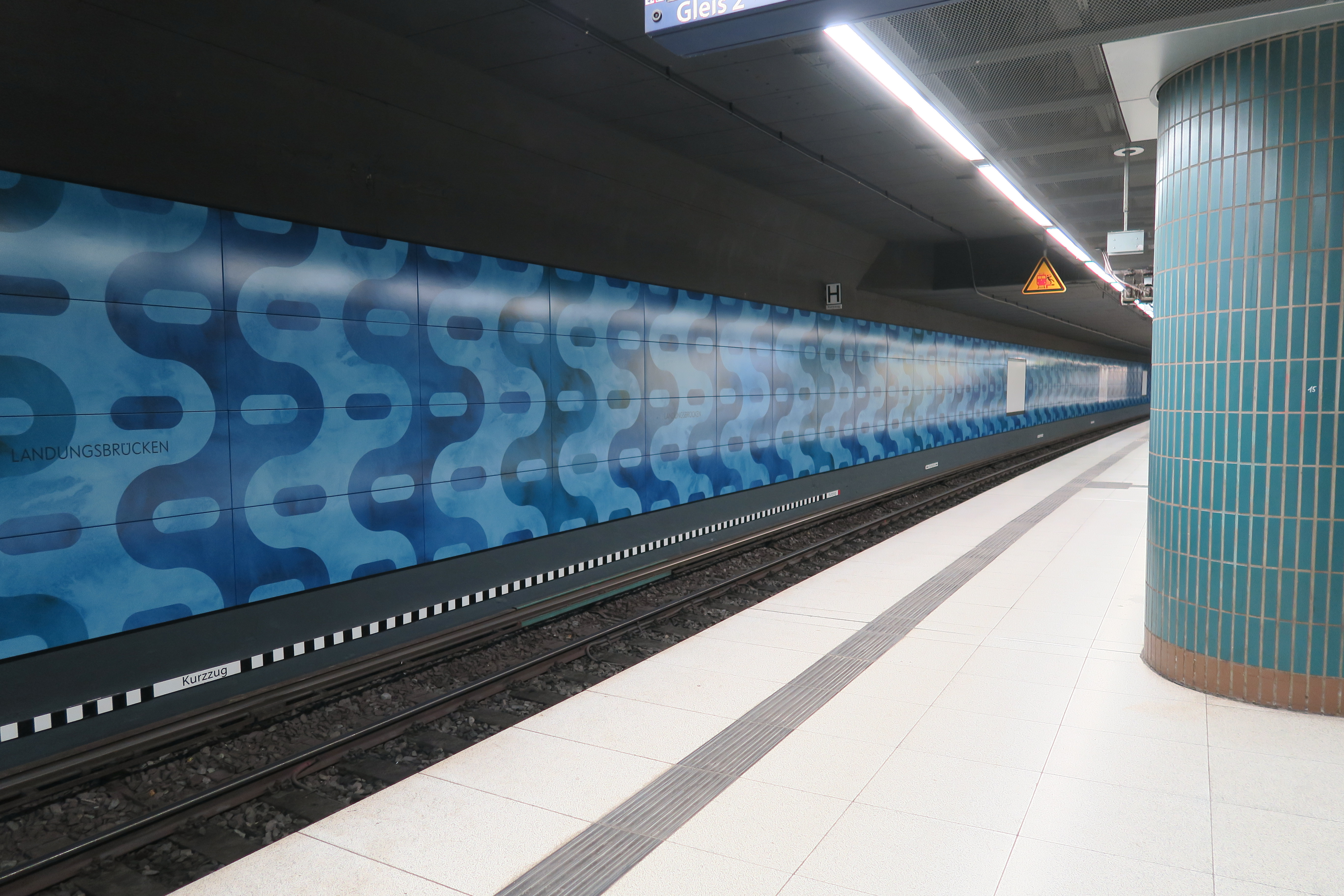
S-Bahnstation Landungsbrücken (2019)

Vanaf 1 juni 1975 is Landungsbrücken ook een S-Bahnstation. Het is geopend als een deel van de in 1979 geopende tunnelspoorlijn van Hauptbahnhof naar Altona (City-S-Bahn). Toen reed vanaf hier de lijn S10 via Jungfernstieg en Hauptbahnhof naar Barmbek. Op 21 april 1979 werd lijn S10 vervangen door S1, die vanaf Wedel via Altona naar Poppenbüttel loopt. De S1 had veel overeenkomsten met de S11. De reizigers hadden voor de nieuwe S-Bahnlijnen een ezelsbruggetje: de S1 rijdt zoals de vroegere tramlijn 1 via de Landungsbrücken en de S11 zoals de vroegere tramlijn 11 via de Holstenstraße.
Op 30 september 1984 brandde in het station een S-Bahnwagon Baureihe 471 uit, waardoor het station gerenoveerd moest worden.
De hoofdingang van de S-Bahn ligt in het stationsgebouw van de metro. Aan de oostelijke einde van het perron is een uitgang richting de straat Eichholz.
Tussen de stations van de S-Bahn en de metro bevindt zich een bunker.
De volgende S-Bahnlijnen doen station Landungsbrücken aan:
| Serie | Treinsoort        | Route | Bijzonderheden |
| ----- | ----------------- | --- | -------------- |
|       | S-Bahn (DB Regio) | Hamburg Airport – /Poppenbüttel – Ohlsdorf – Barmbek – Berliner Tor – Hauptbahnhof – Landungsbrücken – Altona – Blankenese – Wedel |                |
|       | S-Bahn (DB Regio) | Pinneberg – Elbgaustraße – Eidelstedt – Altona – Landungsbrücken – Hauptbahnhof – Harburg – Harburg Rathaus – Neugraben            |                |